# Bridged by a Lightwave
Bridged by a Lightwave è un singolo realizzato dal produttore discografico canadese deadmau5 e dalla cantautrice e ballerina Kiesza.

## Descrizione
Il singolo è stato suonato da Zimmerman per la prima volta come inedito in uno show del suo cubev3 tour nel gennaio 2020; viene successivamente eseguito come singolo ufficiale in live con Kiesza durante il Day of the deadmau5 nell'ottobre dello stesso anno. Il singolo viene pubblicato il 10 novembre 2020.
Il singolo si è posizionato #20 nella classifica Hot Dance/Electronic Songs di Billboard.

## Tracce
1. Bridged by a Lightwave (Radio Edit)
2. Bridged by a Lightwave
3. Bridged by a Lightwave (Alternative Mix)
4. Bridged by a Lightwave (Acoustic)

### Remixes
1. Bridged by a Lightwave (Tommy Trash Remix)
2. Bridged by a Lightwave (Lamorn Remix)